# Верховка (Жмеринский район)
Верхо́вка (укр. Верхівка) — село на Украине, находится в Жмеринском районе Винницкой области.
Код КОАТУУ — 0520280401. Население по переписи 2001 года составляет 566 человек. Почтовый индекс — 23044. Телефонный код — 4341.
Занимает площадь 1,42 км².
До 17 июля 2020 года находилось в Барском районе Винницкой области.